# SS Gambit
SS Gambit är en schackklubb i Norrtälje med drygt 30 rankinglistade medlemmar. Klubben grundades 1957 av Walle Pettersson och är den största schackklubben i distriktsförbundet Roslagens SF.
Klubben har arrangerat följande större tävlingar:
- Skol-SM 1997, 2001 (tillsammans med Vallentuna SK), 2012
- Skol-SM för flickor 2005
- Schack4an's riksfinal
- Skollag-SM